# إزعاج (مسلسل)
إزعاج مسلسل كوميدي كويتي، من بطولة غانم الصالح وزينب الضاحي ومريم الغضبان وداوود حسين وكاظم القلاف ومحمد حسن وعبد الإمام عبد الله.